# Lubok

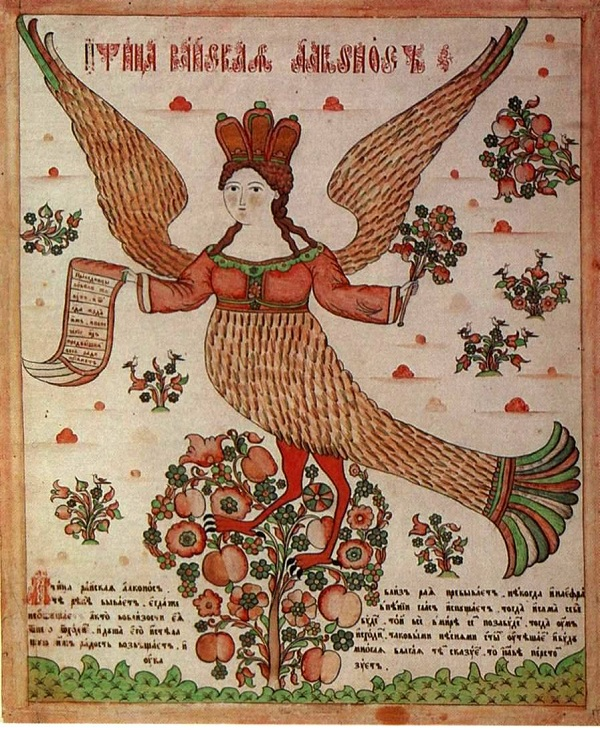
Dřevěný obrázek (lubok)

Lubok je označení staršího ruského lidového tisku doplněného kresbou či rytinou na papíře, dřevě či textilu.

## Název
Etnografové se o původu názvu přou, jedna skupina preferuje odkaz na moskevskou čtvrť Lubjanka, druzí tvrdí, že název je stejný jako existující ruské označení pro košík z kůry stromů. Existuje i třetí možný vznik slova podle lub, což je březové lýko, které zde nahrazovalo kdysi papír.

## Historie luboků
Na konci 18. století došlo k největšímu rozkvětu tohoto drobného uměleckého díla. Zprvu se vytvářely ručně, později došlo k pásové výrobě. Obrázky kolorovaly zprvu hlavně ženy štětcem a používaly jen některé barvy – malinová, červená, zelená a žlutá.
Až do roku 1839 luboky nepodléhaly cenzuře a proto se mezi nimi objevovaly mnohé s narážkami na cara a státní režim. Car Mikoláš I. tedy vydaným zákonem cenzuru nařídil.

## Sběratelství luboků
Vytváření sbírek luboků je jedním z mnoha sběratelských oborů a jsou také součástí sbírek řady muzeí.